# Alto Jequitibá
Alto Jequitibá is een gemeente in de Braziliaanse deelstaat Minas Gerais. De gemeente telt 8.397 inwoners (schatting 2022).

## Aangrenzende gemeenten
De gemeente grenst aan Alto Caparaó, Caparaó, Luisburgo, Manhumirim en Iúna (ES).
1. ↑  IBGE 2022. cidades.ibge.gov.br. Geraadpleegd op 13 maart 2025.